# Euxoa squalida
Euxoa squalida är en fjärilsart som beskrevs av Eduard Friedrich Eversmann 1842. Euxoa squalida ingår i släktet Euxoa och familjen nattflyn. Inga underarter finns listade i Catalogue of Life.